# Waltenhausen
Waltenhausen település Németországban, azon belül Bajorországban. Lakosainak száma 758 fő (2023. december 31.). Waltenhausen Krumbach és Ebershauser-Nattenhauser Wald községekkel határos.

## Népesség
A település népessége az elmúlt években az alábbi módon változott:
| Lakosok száma | 374  | 532  | 421  | 607  | 700  | 699  | 704  | 725  | 746  | 758  |
|               | 1875 | 1950 | 1975 | 1987 | 2012 | 2014 | 2016 | 2017 | 2021 | 2023 |